# Norddalsdaggkåpa
Norddalsdaggkåpa (Alchemilla semidivisa) är en rosväxtart som beskrevs av Ericsson. Enligt Catalogue of Life ingår Norddalsdaggkåpa i släktet daggkåpor och familjen rosväxter, men enligt Dyntaxa är tillhörigheten istället släktet daggkåpor och familjen rosväxter. Arten har ej påträffats i Sverige. Inga underarter finns listade i Catalogue of Life.